# Úpadek a pád římské říše
Úpadek a pád římské říše (v anglickém originále: The History of the Decline and Fall of the Roman Empire) je šestisvazkové historiografické dílo anglického historika Edwarda Gibbona. Jde o jeho zdaleka nejslavnější dílo a jedno z nejznámějších historických děl vůbec. Šest svazků pokrývá historii starověkého Říma a návazné Byzantské říše od roku 98 do roku 1590. Popisuje vrcholnou éru Římské říše za prvních císařů, historii raného křesťanství, pád Západořímské říše i pád Byzance, ovšem zevrubně mapuje i související fenomény jako vzestup Čingischána a Tamerlána či počátky islámu. První svazek byl vydán v roce 1776, poslední šestý v roce 1789. Podle Gibbona Římská říše podlehla invazím barbarů z velké části kvůli postupné ztrátě občanských ctností mezi svými občany, přičemž poměrně otevřeně Gibbon analyzoval i podíl křesťanství na tomto rozkladu. Gibbon patřil k osvícenským myslitelům, kteří opovrhovali středověkem, viděli ho jako úpadek a věřili, že nový nadcházející věk rozumu naváže na antické dědictví, kterážto koncepce prokvétá i jeho knihou. Pohanství je v knize vyobrazeno jako tolerantní, křesťanství jako nesnášenlivé. Kritika Gibbonovy práce se dlouho soustředila právě na obhájení role křesťanství.